# Vetenskapsåret 1720

## Händelser
- En teodolit utvecklas av Jonathan Sisson.
- En tidig kronograf med endast mekaniska delar uppfinns.
- Henry de Saumarez utvecklar ett instrument kallat Marine Surveyor, som hade den dubbla funktionen att bestämma ett skepps hastighet och kurs.

### Astronomi
- Okänt datum - Edmond Halley utnämns till Astronomer Royal.

### Medicin
- Okänt datum - Dr Steevens' Hospital invigs vid Kilmainham, Dublin.[1]

## Födda
- 13 mars - Charles Bonnet (död 1793), schweizisk naturforskare.
- 14 maj - Nils Schenmark (död 1788), svensk matematiker.
- 15 maj - Maximilian Hell (död 1792), österrikisk astronom.
- 12 juni - Sven Rinman (död 1792), svensk vetenskapsman.
- 18 juli - Gilbert White (död 1793), engelsk naturforskare.
- James Hargreaves (död 1778), engelsk uppfinnare.
- Fredrik Adler (död 1761), svensk botaniker, en av Linnés lärjungar.
- Gustavus Brander (död 1787), engelsk forskare.
- Martinus Houttuyn (död 1798), nederländsk naturforskare.
- Jens Kraft (död 1765), dansk matematiker.
- Geneviève Thiroux d'Arconville (död 1805), fransk kemist, författare och översättare.

## Avlidna
- 24 mars – Johan Peringskiöld, svensk forskare.
- 29 december - Maria Margarethe Kirch (född 1670), tysk astronom.

### Fotnoter
1. ↑  Kirkpatrick, Thomas Percy Claude (1924). The History of Dr Steevens' Hospital, Dublin 1720-1920. Dublin University Press